# Коларов, Никола Костадинов

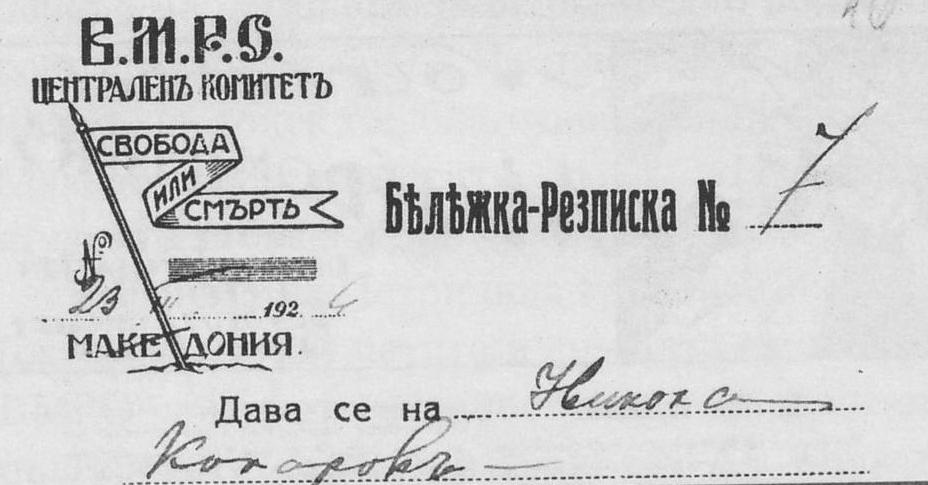
Расписка Центрального комитета ВМРО от 23 марта 1924 г., дана Николе Коларову

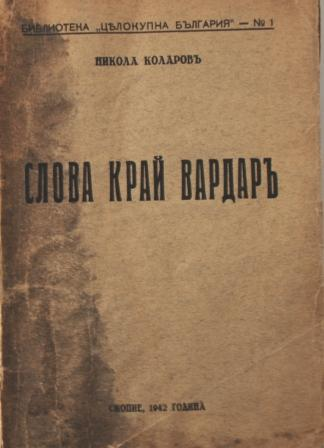
Газета «Слова край Вардар», Скопье, 1942 г.

Никола Костадинов Коларов — болгаро-македонский революционер, юрист, журналист, историк, географ, лидер Македонского молодёжного культурно-просветительного союза.

## Биография
Родился 24 января 1902 года в Дупнице, в семье беженцев из Царёва села в Македонии. Окончил гимназию в Дупнице, где основал молодёжное культурно-просветительное дружество. В качестве председателя дупницкого дружества был делегатом Учредительного конгресса Союза македонских молодёжных культурно-просветительных организаций в Болгарии (май 1923 года). В октябре того же года, на первом конгрессе Союза македонских молодёжных культурно-просветительных организаций избран секретарём союза и занимал этот пост вплоть до 1927 года, когда стал представителем Македонского молодёжного союза в Париже. В 1928 году избран секретарём Македонского молодёжного союза.
Во время раскола Внутренней македонской революционной организации после убийства Александра Протогерова 7 июня 1928 года, Коларов стал на сторону Ивана (Ванчо) Михайлова. Редактировал орган Македонского молодёжного союза «Млада Македония», выходивший в 1931—1932 годах в Париже. В 1932 году вернулся в Болгарию. Изучал право в Свободном университете, остался на кафедре, преподавал международное право и дипломатическую историю. В 1941 году стал доцентом. Избран членом Македонского национального комитета и Македонского научного института. Состоя в период диктатуры генерала Кимона Георгиева в рядах нелегальной Внутренней македонской революционной организации, Коларов с марта 1935 по декабрь 1936 года издавал газету «Обзор», а с января по июнь 1937 года — газету «Стожер», которые стали органами связи бывших активистов распущенных в 1934 году македонских революционных организаций. В 1936 году увидел свет очерк Коларова, «П. К. Яворов и Тодор Александров», посвящённый дружбе двух выдающихся болгарских македонцев.

Никола Коларов был почитателем македонского историка и патриота Любомира Милетича. В некрологе, составленном в 1940 году на третью годовщину смерти Милетича и опубликованном в журнале «Иллюстрация Илинден», Коларов писал: 
Его имя, останется теснейше связано с освободительной борьбой македонских болгар. Милетич не отделял себя от той борьбы. Он болезненно переживал все те страдания, кои претерпевало несчастное болгарское население Македонии, в своей неотступной и величественной борьбе, всем жертвуя за правду и свободу. В той борьбе высветилась величайшая духовная сила. Той борьбе посвятил он часть своей жизни. И оставил памятники, кои сами по себе суть памятники творческого духа и несломленной воле македонского болгарина. Монументальный Македонский Дом, Македонский Научный институт, «Македонски преглед», мемуары македонских революционеров и другие дела, коими профессор Милетич украсил свой земной путь.
В период 1941—1944 годов Никола Коларов проживал в аннексированной болгарами части Югославии (Вардарской Македонии), состоя с апреля 1941 года директором выходившей в Скопье газеты «Целокупна България». Там же он издавал историко-документальные сборники «Библиотека Целокупна България» и «Македония» (1943). Пропагандируя идею «Великой Болгарии от белого Дуная до тёплого Эгея», Коларов активно противостоял идеям сербского иррединтихзма и югославского великодержавия. Подобно Ванчо Михайлову, Коларов был сторонником македоно-хорватского альянса. В 1942 году Коларов женился на дочери македонского революционера Мише Развигорова.
После государственного переворота 9 сентября 1944 года, произведённого генералом Кимоном Георгиевым, приведшим к выходу Болгарии из союза с Германией и объявлению ей войны, Никола Коларов перешёл на нелегальное положение. В 1945 году Коларов был заочно осуждён так называемым Народным судом на 10 лет тюремного заключения (в ходе массового показательного процесса против журналистов Царской Болгарии). 1 июля 1946 года Коларов был объявлен государственным преступником и в Югославии. Целых 12 лет Коларов укрывался в церковном здании на окраине села Крумово. В 1956 году органы болгарской госбезопасности выследили Коларова. Он был арестован и заключён в Старозагорскую тюрьму, затем два года провёл в лагере Белене. 12 сентября 1960 года тяжело больной Коларов был амнистирован по случаю юбилея переворота 9 сентября 1944 года. Умер от инфаркта через четыре месяца, 2 февраля 1961 года. На погребении присутствовали Димитр Талев, Симеон Радев и патриарх Кирилл Болгарский.